# Dina Szajewicz
Dina Szajewicz – polska aktorka żydowskiego pochodzenia. Podczas II wojny światowej przebywała w getcie warszawskim.

## Filmografia
- 1936: Za grzechy
- 1929: W lasach polskich
- 1916: Małżeństwo na rozdrożu